# Kongens Nytorv Station
Kongens Nytorv Station er en underjordisk station, der betjener den københavnske Metros og den eneste der betjener alle 4 metrolinjer M1, M2, M3 Cityringen samt M4.
Kongens Nytorv Station ligger på Kongens Nytorv ud for Magasin du Nord, som der sågar er en indgang til fra stationens concourseniveau. Stationen ligger desuden tæt på Amalienborg, Christiansborg, Strøget og Nyhavn.
Stationen åbnede 19. oktober 2002 som en del af Ørestadsbanen. I 2012 var passagertallet pr. dag i gennemsnit 20.200 personer .
Siden 2019 betjener stationen desuden Cityringen, der har sin egen perron. Byggeriet af denne begyndte 4. oktober 2009 med ledningsarbejde og arkæologiske udgravninger. Udgravningen af stationsrummet begyndte medio 2011 med afspærringer af skiftende dele af Kongens Nytorv til følge. Byggeriet omfattede blandt andet en forbindelsesgang mellem den gamle og den nye perron. Desuden blev den gamle hovedtrappe ved Magasin lukket og erstattet  af en ny mellem Østergade og Lille Kongensgade. Cityringen åbnede 29. september 2019.

## Arkæologiske udgravninger
Forud for byggeriet af Kongens Nytorv blev der foretaget arkæologiske udgravninger -Metroudgravningen  i 1996/1997 og igen i løbet af 2009-2016 I forbindelse med de første udgravninger i 1990erne fandt man blandt andet et stokkehåndtag fra den sene vikingetid, omkring år 1000. De senere udgravninger af Kongens Nytorv metrostation, ledet af arkæolog Jane Jark Clausen for Københavns Museum, bidrog til en ny forståelse af København inden den første middelalderlige befæstning. Arkæologernes hypotese, fremsat af udgravningsleder for metrostationen på Rådhuspladsen Hanna Dahlström, tegner et billede af to magtcentre, hvoraf den østlige lå der hvor Kongens Nytorv og Magasin ligger i dag.

## Antal rejsende
Ifølge Ørestadsselskabet var udviklingen i antallet af dagligt afrejsende:
| År         | Antal  |
| ---------- | ------ |
| 11.12.2002 | 11.264 |
| 02.04.2004 | 16.397 |
| 15.04.2005 | 16.244 |